# Muhlenbergia crispiseta
Muhlenbergia crispiseta är en gräsart som beskrevs av Albert Spear Hitchcock. Muhlenbergia crispiseta ingår i släktet muhlygräs, och familjen gräs. Inga underarter finns listade i Catalogue of Life.